# توپ سیاه (فیلم)
توپ سیاه (به انگلیسی: Blackball) فیلمی محصول سال ۲۰۰۳ و به کارگردانی مل اسمیت است. در این فیلم بازیگرانی همچون پل کی، جانی وگاس، وینس وان، آلیس ایوانز، جیمز کرامول، کنت کرانام، برنارد کریبینز، ایملدا استنتون، جیمز فلیت، دیوید رایل و ایان مک‌نیس ایفای نقش کرده‌اند.